# Voice of an Angel (album)
A Voice of an Angel album 1998-ban megjelent, klasszikus zenei és crossover műfajú dalokat tartalmazó nagylemez, az akkor mindössze 12 éves, walesi születésű brit szopránénekesnő, Charlotte Church legelső önálló albuma. A Sony Classical által kiadott lemez rövid idő alatt rendkívüli népszerűséget ért el, világszerte több millió példányban adták el, és a lemez sikerének köszönhetően Charlotte Church lehetett a zenetörténet legfiatalabb előadója, aki első helyezést ért el a brit klasszikus crossover lemezek eladási listáin. Az albumon klasszikus áriák, egyházi énekek és walesi, illetve brit népdalok szerepelnek.

## Az album dalai
1. Pie Jesu (Webber: Requiem)
2. Panis Angelicus (César Franck)
3. In Trutina (Orff: Carmina Burana)
4. The Lord's Prayer (Albert Hay Malotte)
5. Jerusalem (Hubert Parry)
6. Ave Maria (a feltüntetett szerző Giulio Caccini, valójában Vlagyimir Fjodorovics Vavilov)
7. Psalm 23 (Colin Mawby)
8. I Vow to Thee, My Country (Gustav Holst, Cecil Spring Rice)
9. Danny Boy (népdal)
10. My Lagan Love (népdal)
11. Suo Gân (népdal)
12. A Lullaby (Hamilton Harty)
13. Amazing Grace (népdal)
14. Y Gylfinir (Dilys Elwyn-Edwards)
15. Tylluanod (Dilys Elwyn-Edwards)
16. Mae Hiraeth Yn y Môr (Dilys Elwyn-Edwards)
17. When at Night I Go to Sleep (Engelbert Humperdinck: Jancsi és Juliska)

A lemez felvételein a Walesi Nemzeti Operaház zenekara és kórusa működött közre, Sian Edwards karmester dirigálásával, a hárfa szólista Meinir Huelyn volt.

## Kiadása
Az Egyesült Királyságban 1998. november 9-én, az Amerikai Egyesült Államokban 1999. március 16-án került kereskedelmi forgalomba.

## Díjak, elismerések
A lemez az Egyesült Királyságban és az Amerikai Egyesült Államokban kétszeres platinalemez, Kanadában platinalemez, Ausztráliában pedig aranylemez lett. A lemez három kontinens legalább nyolc különféle listáján ért el az 50. helynél jobb helyezéseket, ezek közül a Billboard 200-as eladási slágerlistán 28. helyezést, egy hasonló brit listán a 4. helyezést érte el.